# Armadni general (Francija)
Armadni general (izvirno francosko général d'armée; dobesedno general armade) je uradno položaj in naziv in neformalni višji vojaški čin, ki je v uporabi v Francoski kopenski vojski in Francoski žandarmeriji; v Francoskem vojnem letalstvu mu ustreza čin letalskega armadnega generala (général d'armée aérienne), medtem ko mu v Francoski vojni mornarici ustreza čin admirala (amiral). V skladu z Natovim standardom STANAG 2116 čin nosi oznako OF-9.
Z dekretom 6. junija 1939 je lahko divizijski general, ki velja za najvišji generalski čin, pridobil naziv in položaj korpusnega ali armadnega generala. 
Je nadrejen korpusnemu generalu, medtem ko trenutno ne obstaja višji čin. Včasih je bil maršal Francije dejansko najvišji vojaški čin Francoske kopenske vojske, nato pa je bil spremenjen le v vojaški naziv.
Armadni general, kot že pove ime, običajno poveljuje armadi, vojaški enoti, ki je sestavljena iz več korpusov. Osnovna oznaka simbola je pet zvezd.
Armadni general po navadi zaseda naslednje položaje:
- načelnik Obrambnega štaba Francije,
- načelnik Vojaškega štaba Predsednika Francije,
- kanzler legije časti,
- načelnik Generalštaba Francoske kopenske vojske,
- generalni inšpektor Francoskih oboroženih sil,
- generalni direktor Francoske žandarmerije,...

## Oznake
- Oznaka čina armadnega generala Francoske kopenske vojske
- Oznaka čina armadnega generala Francoske žandarmerije